# Alain de Benoist

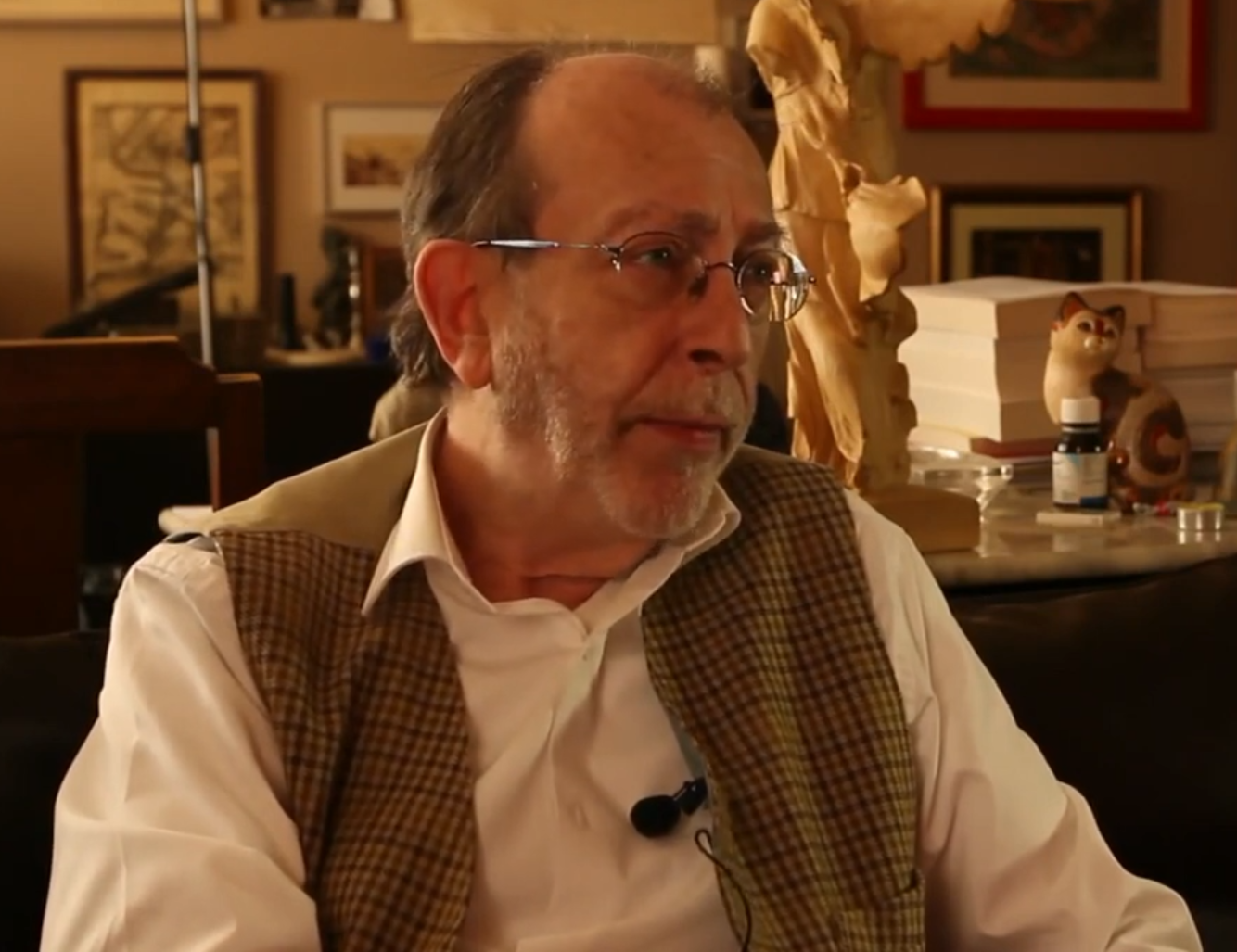
Alain de Benoist (2012)

Alain de Benoist (Saint-Symphorien, Tours, 11 december 1943) is een Franse schrijver, politiek filosoof en journalist. Hij gebruikt ook wel de pseudoniemen Robert de Herte en Fabrice Laroche.

## Levensloop
De Benoist, telg uit het Belgische adellijke geslacht De Benoist en de titel dragend van jonkheer, werd in een katholiek gezin in het Franse dorp Saint-Symphorien geboren. Na zijn opleiding aan het lyceum werd hij politiek journalist voor het maandblad Lectures françaises. In 1961 kwam hij in contact met Amaury de Chaunac-Lanzac (bekender onder zijn pseudoniem François d'Orcival) en aanhanger van de FEN.
In 1962 neemt hij het secretariaat op zich van het FEN-blad Cahiers universitaires, waarin hij zijn eerste filosofische overdenkingen publiceert. Niet lang daarna komt hij in contact met Dominique Venner en met de personen die later Europe-Action zullen oprichten, waarbij hij zich direct aansluit.
In zijn eerste boeken – Salan devant l'opinion en Le courage est leur patrie, gepubliceerd respectievelijk in 1963 en 1965, de tweede in samenwerking met François d'Orcival – neemt hij het op voor een Frans Algerije en voor de OAS. In latere werken behandelt hij een door hem ontwikkelde politieke filosofie, waarvan hij zegt dat "het een alomvattend concept schept waarvan militante nationalisten het bestaan niet vermoedden en waarvan zij klaarblijkelijk de mogelijke ideologische uitwerking niet hebben opgemerkt".
Als medeoprichter van de GRECE, de eerste groepering van een politieke stroming die door de media als Nouvelle Droite, nieuwrechts, benoemd wordt, heeft De Benoist meegewerkt aan de uitgaven Élements, Nouvelle École, Krisis, een tijdschrift dat hij in 1988 oprichtte en dat hij omschrijft als "links, rechts, de grond van de dingen en het centrum van de wereld" dat de bron zal zijn via welke andere denkers en stromingen een opening zullen krijgen naar het nieuw-rechtse gedachtegoed. Hij noemt Jean Baudrillard, Régis Debray, Jean-François Kahn en Michel Jobert, bekendstaand als extreemlinkse denkers; verder mensen als Bernard Langlois en Ignacio Ramonet en het in linkse kringen invloedrijk blad Figaro Magazine, waar hijzelf begin jaren 80 de pen moest neerleggen.
Door de bekroning van zijn bloemlezing Vu de droite (1977) door de Académie française met een Prix de l'Académie française ("een essentiële bloemlezing van hedendaagse ideeën") voor essays in 1978, raakte zijn werk bekend bij het grote publiek. Ook al lijkt de titel anders te suggereren, in het werk drukt hij zijn voornemen uit de kloof tussen 'links' en 'rechts' te willen overstijgen: "Op dit moment gelden de ideeën in dit werk als 'rechts'; ze zijn niet noodzakelijk 'rechts'. Ik kan me zelfs voorstellen dat de ideeën in bepaalde omstandigheden 'links' kunnen zijn. Het zijn niet de ideeën die veranderd zullen zijn, maar het politieke landschap zal geëvolueerd zijn."
In 1986 publiceerde hij Europe, Tiers monde, même combat (ondertitel: décoloniser jusqu'au bout!) – vertaald: "Europa, derde wereld, zelfde strijd: dekoloniseren tot op de bodem". Hierin neemt hij een standpunt in dat tegengesteld is aan de traditionele strijdpunten van extreemrechts: er is een alliantie mogelijk tussen anti-imperialisten en hen die vechten voor autonomie van de volkeren van de derde wereld.
Vanuit sociologisch oogpunt gezien doorkruist hij in zijn geschriften verschillende denkwerelden, zoals die van Karl Marx, Martin Heidegger en Friedrich Nietzsche. Zijn oeuvre raakt aan thema's als heidendom, immigratie, ras en identiteit, antiamerikanisme, de Europese eenwording en de strijd tegen het neoliberalisme.

## Beïnvloeding
In Vlaanderen beroept Knooppunt Delta, voorheen Deltastichting, zich op De Benoist. In hun tijdschrift TeKoS (voorheen Teksten, Kommentaren en Studies) verschijnen regelmatig Nederlandse vertalingen van bijdragen van De Benoist.
Aan De Benoist wordt de uitdrukking Pensée unique toegeschreven.

## Nederlandstalige uitgaven
- Heiden zijn vandaag de dag. 1985, ISBN 90-71455-01-7.
- Totalitarisme. Communisme en nationaal-socialisme: de andere moderniteit (1917-1989). 2001, ISBN 90-71455-15-7.
- Aan gene zijde van de mensenrechten. 2004, ISBN 90-71455-211.
- Manifest voor Europees herstel en vernieuwing (i.s.m. Charles Charpentier). 2015, ISBN 9781910524312.
- Tegen het liberalisme. De samenleving is geen markt. 2019, ISBN 978-9-491-43610-9.

- Bibsys: 90103995
- Biblioteca Nacional de España: XX1102479
- Bibliothèque nationale de France: cb118912339 (data)
- Catàleg d'autoritats de noms i títols de Catalunya: 981058512077606706
- CiNii: DA05102915
- Gemeinsame Normdatei: 119202859
- International Standard Name Identifier: 0000 0001 2127 1991
- Library of Congress Control Number: n82024959
- Nationale Bibliotheek van Letland: 000217350
- Nationale Bibliotheek van Tsjechië: jx20051019003
- Nationale bibliotheek van Australië: 35845163
- Nationale Bibliotheek van Israël: 987007274905905171
- Nationale en Universitaire bibliotheek Zagreb: 000229579
- Nederlandse Thesaurus van Auteursnamen: 068263481
- Réseau des bibliothèques de Suisse occidentale: 02-A013457970
- Istituto Centrale per il Catalogo Unico: CFIV007245
- SNAC: w6n14z1m
- Système universitaire de documentation: 026718189
- Virtual International Authority File: 34452868
- WorldCat: E39PBJbCHckWjYHCQx6pYwCxXd